# Next Top Model
     Paese con una propria versione nazionale del programma
     Paese parte di una versione internazionale del programma
     Paese sia con una propria versione nazionale che parte di una versione internazionale del programma

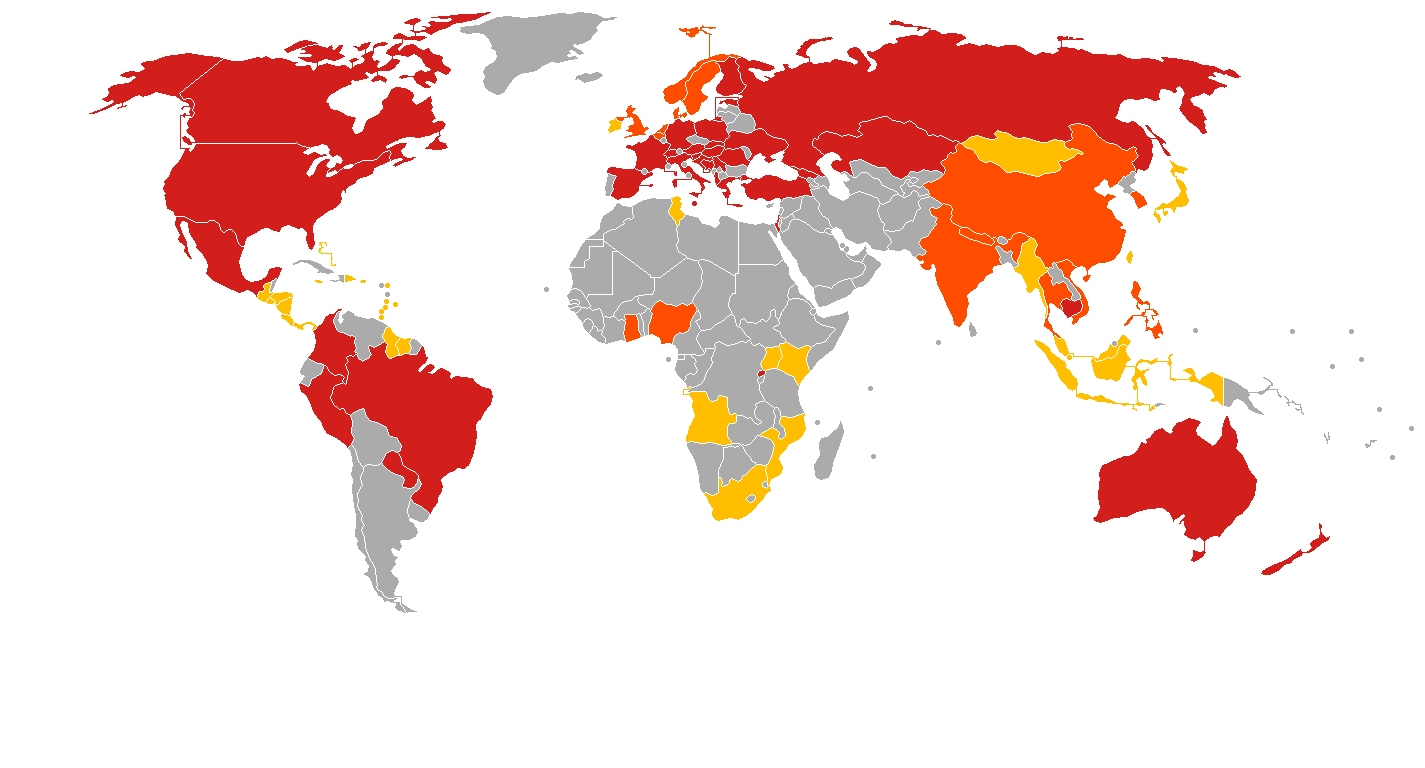
Next Top Model nel mondo:
Paese con una propria versione nazionale del programma
Paese parte di una versione internazionale del programma
Paese sia con una propria versione nazionale che parte di una versione internazionale del programma

Top Model, alcune volte anche Next Top Model, è un franchising statunitense, presente in 120 paesi.
Lo show si basa sul programma America's Next Top Model, creato dalla modella statunitense Tyra Banks nel 2003, in cui aspiranti modelli si sfidano con servizi fotografici, sfilate e go-see per aggiudicarsi il titolo e i premi dell'edizione, che spesso constano di un contratto di rappresentanza con un'agenzia di moda, un servizio fotografico per una famosa rivista del settore, premi in denaro o campagne pubblicitarie promozionali.
Lo show, trasmesso in post-produzione eccetto rari casi di live come finali o audizioni, è suddiviso in episodi settimanali che raccontano la vita dei concorrenti, stabiliti a condividere una stessa abitazione ed a confrontarsi in diverse prove. 

In quasi tutte le versioni è prevista, tipicamente a circa due terzi del programma e con cinque-sei concorrenti soltanto, una destinazione - per lo più internazionale - diversa da quella delle prime settimane. In alcune versioni, i concorrenti visitano anche dai due ai sei differenti luoghi.

## Descrizione
La seguente descrizione dello spettacolo si basa principalmente sulla versione americana della serie, formato poi applicato e condiviso generalmente anche dalle altre versioni internazionali.

### Concorrenti
Ogni edizione dello show è costituito da un certo numero di episodi con un cast dai 10 ai 30 concorrenti (considerando anche le preselezioni).

Nelle prime puntate dello show, i concorrenti finalisti devono quasi obbligatoriamente sottoporsi al "makeover" (cambio di look), suggerito e/o imposto dalla produzione del programma.

Seppure il programma sia dedicato in principio ad aspiranti modelle, alcune edizioni hanno aperto le porte agli uomini. Nel 2008, la 3ª (ed ultima) edizione di Supermodelo ha visto per la prima volta l'entrata nel cast di aspiranti modelli, sebbene competessero per una sorta di gara parallela, poiché i vincitori sarebbero stati due, uno per genere (come è stato anche per la 5ª edizione di Vietnam's Next Top Model e per la 1ª edizione di Supermodels by Cătălin Botezatu). Differentemente, in altre versioni ed edizioni, gli uomini competevano al pari delle donne per un'unica posizione da vincitore. La prima versione, in questi termini, è stata la 2ª edizione di OBN Star Model nel 2010, a cui è seguita nel 2013 la 20ª edizione statunitense (con il sottotitolo Guys & Girls fino alla 22ª - ed ultima - edizione); ed in ordine temporale anche dalla 4ª edizione vietnamita (2013), dalla 6ª edizione austriaca, la 5ª edizione coreana (2014) e cinese (2015), la 7ª edizione svedese (2014), la 4ª e la 5ª edizione polacca (2014-2015) e la 9ª edizione danese. 

In molte versioni si è vista la partecipazione all'interno del cast di transgender senza discriminazioni, per esempio nel 2015 Loiza Lamers ha vinto l'8ª edizione olandese.

### Prove
In ogni puntata i concorrenti devono affrontare due sfide:

La prima, che comporta un giudizio da parte di un esperto (spesso esterno), varia dall'essere una sfilata, una prova di recitazione. colloqui di lavoro, vendita di prodotti commerciali, o altri atti in riferimento al mondo dello spettacolo in senso ampio, al termine del quale viene stilata una classifica con relativo punteggio. Il vincitore spesso riceve alcuni premi come vestiti, una serata, o un vantaggio di foto da scattare nel servizio fotografico seguente; la ricompensa è spesso condivisibile con altre concorrenti; in alcune occasioni con questa prova si può ottenere l'immunità dall'eliminazione al prossimo pannello di giudizio.

La seconda, invece, consta di un servizio fotografico a tema (foto in primo piano, in posa in costume da bagno, completamente nudi, in coppia, con un modello esterno, con gli animali, in condizioni estreme, ...); talvolta sostituito da uno spot televisivo o con le riprese di video musicali. Risulta essere più importante della prima sfida poiché il prodotto finale di questa prova viene valutato direttamente al pannello di giudizio, determinandone una posizione in classifica e il relativo rischio d'eliminazione.

### Pannello di giudizio
La parte finale di ogni episodio coinvolge il giudizio di una giuria di esperti del settore della moda. Oltre ai giudici regolari, a volte vi è un giudice ospite speciale relativo al tema della settimana. In questa occasione viene mostrato il "miglior scatto" personale del servizio fotografico che la giuria dovrà valutare, disquisendone platealmente con ogni singolo concorrente fino a deliberarne in segreto una classifica personale.
Il processo di eliminazione segue un rigido formato: vengono chiamati, in ordine di merito, uno per uno i concorrenti che non sono stati eliminati, a loro viene consegnata la foto settimanale corredata spesso da una frase di incoraggiamento, o della formula standard simile a: "Congratulazioni. Siete ancora in gara per diventare Next Top Model [questo a seconda del paese o della regione]." 

Il concorrente migliore di ogni singola puntata riceve dalla possibilità di avere la sua foto ben esposta nei locali dell'abitazione condivisa fino all'immunità per la sfida successiva.
 Gli ultimi due (tre nel caso di eliminazioni multiple) concorrenti che non sono stati chiamati, invece, vengono invitati contemporaneamente di fronte al giudice principale che svelerà - dopo aver dato alcuni suggerimenti di rito - quale concorrente può continuare la competizione. Generalmente in ogni puntata un concorrente viene eliminato, in rari casi si è proceduto anche con una duplice eliminazione a sorpresa o con una non-eliminazione alcuna.

L'episodio, spesso, termina con un breve riepilogo della carriera all'interno del programma dell'eliminato, la cui immagine svanisce dalla foto di gruppo che presenta i concorrenti rimanenti.

## Next Top Model nel mondo

### Adattamenti
Attualmente in produzione
     Produzione sospesa
| Nazione/Paesi                                     | Nazione/Paesi         | Programma                                                             | Rete | Stagioni e Vincitori | Presentatori |
| ------------------------------------------------- | --------------------- | --------------------------------------------------------------------- | --- | --- | --- |
|                                                   | Africa                | Africa's Next Top Model                                               | M-Net: Africa Magic | 1ª edizione (2013-14): Aamito Stacie Lagum | Oluchi Onweagba |
|                                                   | Albania               | Albania's Next Top Model                                              | Top Channel Supersonic TV | 1ª edizione (2010-11): Erida Lama 2ª edizione (2011): Grejsi Drenn | Aurela Hoxha |
|                                                   | America Centrale      | Super Model Centroamérica                                             | BCCA | 1ª edizione (2007): Lisseth Cáceres | Leonora Jiménez |
|                                                   | Asia                  | Asia's Next Top Model                                                 | STAR World | 1ª edizione (2012-13): Jessica Amornkuldilok 2ª edizione (2014): Sheena Yee Liam Yue Sheen 3ª edizione (2015): Ayu Gani Lestari Putri 4ª edizione (2016): Jiratchaya "Tawan" Kedkong 5ª edizione (2017): Maureen Wroblewitz 6ª edizione (2018): Dana Slosar | Nadya Hutagalung (ed. 1-2) Georgina Wilson (ed. 3) Cindy Bishop (ed. 4-6) |
|                                                   | Australia             | Australia's Next Top Model                                            | FOX8 | 1ª edizione (2005): Gemma Sanderson 2ª edizione (2006): Eboni Stocks 3ª edizione (2007): Alice Burdeu 4ª edizione (2008): Demelza Reveley 5ª edizione (2009): Tahnee Atkinson 6ª edizione (2010): Amanda Ware 7ª edizione (2011): Montana Cox 8ª edizione (2013): Melissa Juratowich 9ª edizione (2015): Brittany Beattie 10ª edizione (2016): Aleyna Fitzgerald | Erika Heynatz (ed. 1-2) Jodhi Meares (ed. 3-4) Sarah Murdoch (ed. 5-7) Jennifer Hawkins (ed. 8-) |
|                                                   | Austria               | Austria's Next Top Model                                              | Puls 4 (ed. 1-7) ATV (ed. 8) | 1ª edizione (2009): Larissa Marolt 2ª edizione (2009-10): Aylin Kösetürk 3ª edizione (2011): Lydia Nnenna Obute 4ª edizione (2012): Antonia Hausmair 5ª edizione (2013): Gréta Uszkai 6ª edizione (2014): ♂ Oliver Stummvoll 7ª edizione (2015): ♂ Fabian Herzgsell 8ª edizione (2017): ♂ Isak Omorodion | Lena Gercke (ed. 1-4) Melanie Scheriau (ed. 5-7) Eveline Hall (ed. 8) |
|                                                   | Belgio                | Topmodel                                                              | 2BE | 1ª edizione (2007): Hanne Baekelandt 2ª edizione (2008): Virginie Bleyaert | Ingrid Seynhaeve (ed. 1) An Lemmens (ed. 2) |
|                                                   | Benelux               | Benelux' Next Top Model                                               | 2BE RTL 5 | 1ª edizione (2009): Rosalinde Kikstra 2ª edizione (2010): Melissa Baas | Daphne Deckers |
|                                                   | Bosnia ed Erzegovina  | OBN Star Model                                                        | OBN | 1ª edizione (2009): Jelena Jugović 2ª edizione (2010): ♂ Vedran Pajo | Dejana Rosuljaš |
|                                                   | Brasile               | Brazil's Next Top Model                                               | SET | 1ª edizione (2007): Mariana Souza Silva Velho 2ª edizione (2008): Maíra Vieira 3ª edizione (2009): Camila Trindade | Fernanda Motta |
| Top Model O Reality                               | Brasile               | Rede Record                                                           | 1ª edizione (2012): Camila Andrade | Ana Hickmann | |
|                                                   | Cambogia              | Cambodia's Next Top Model                                             | MYTV | 1ª edizione (2014-15): Chan Kong Kar | Yok Chenda |
|                                                   | Canada                | Canada's Next Top Model                                               | City (ed. 1-2) CTV (ed. 3) | 1ª edizione (2006): Andrea Muizelaar 2ª edizione (2007): Rebecca Hardy 3ª edizione (2009): Meaghan Waller | Tricia Helfer (ed. 1) Jay Manuel (ed. 2-3) |
|                                                   | Caraibi               | Caribbean's Next Top Model                                            | CaribVision (ed. 1) Flow TV (ed. 2) | 1ª edizione (2013): Treveen Stewart 2ª edizione (2015): Kittisha Doyle 3ª edizione (2017): Shamique Simms 4ª edizione (2018): LeShae Riley | Wendy Fitzwilliam |
|                                                   | Cina                  | China's Next Top Model (中国超模)                                     | Sichuan TV (ed. 1-3) Travel Channel (ed. 4) Chongqing TV (ed. 5) | 1ª edizione (2008): Yin Ge 2ª edizione (2009): Meng Yao 3ª edizione (2010): Mao Chu Yu 4ª edizione (2013): Wang Xiao Qian 5ª edizione (2015): Li Si Jia | Li Ai (ed. 1-3) Shang Wenjie (ed. 4) Lynn Hung & Zhang Liang (ed. 5) |
|                                                   | Colombia              | Colombia's Next Top Model                                             | Canal Caracol | 1ª edizione (2013): Mónica Castaño 2ª edizione (2014): Yuriko Yoshimura Londoño 3ª edizione (2017): Alejandra Merlano | Carolina Guerra (ed. 1) Carolina Cruz Osorio (ed. 2) |
|                                                   | Corea del Sud         | Korea's Next Top Model (도전! 수퍼모델 코리아)                        | OnStyle | 1ª edizione (2010): Lee Ji Min 2ª edizione (2011): Jin Jung Sun 3ª edizione (2012): Choi So Ra 4ª edizione (2013): Shin Hyeon Ji 5ª edizione (2014): Hwang Gi Ppeum | Jang Yoon Ju |
|                                                   | Croazia               | Hrvatski Top Model                                                    | RTL Televizija | 1ª edizione (2008): Sabina Behlić 2ª edizione (2010): Rafaela Franić | Tatjana Jurić (ed. 1) Vanja Rupena (ed. 2) |
|                                                   | Danimarca             | 1ª-3ª edizione (2005-06): vd. Scandinavia's Next Top Model            | 1ª-3ª edizione (2005-06): vd. Scandinavia's Next Top Model | 1ª-3ª edizione (2005-06): vd. Scandinavia's Next Top Model | 1ª-3ª edizione (2005-06): vd. Scandinavia's Next Top Model |
| Danmarks Næste Topmodel                           | Danimarca             | Kanal 4                                                               | 4ª edizione (2010): Caroline Bader 5ª edizione (2011): Julie Sofie Nyman Hasselby 6ª edizione (2012): Line Rehkopff 7ª edizione (2013): Louise Mørck Mikkelsen 8ª edizione (2014): Sarah Kildevæld Madsen 9ª edizione (2015): ♂ Daniel Kildevæld Madsen | Caroline Fleming (ed. 4-8) Cæcilie Lassen (ed. 9) | |
|                                                   | Estonia               | Eesti Tipp Modell                                                     | Kanal 2 | 1ª edizione (2012): Helina Metsik 2ª edizione (2013-14): Sandra Ude 3ª edizione (2014-15): Aule Õun 4ª edizione (2015-16): Kätlin Hallik | Kaja Wunder (ed. 1) Liisi Eesmaa (ed. 2-) |
|                                                   | Filippine             | Philippines' Next Top Model                                           | RPN(1ª edizione) TV5(2ª edizione) | 1ª edizione (2007): Grendel Alvarado 2ª edizione (2017): Angela Lehmann | Ruffa Gutierrez(1ª edizione) Maggie Wilson(2ª edizione) |
|                                                   | Finlandia             | Suomen huippumalli haussa                                             | Nelonen | 1ª edizione (2008): Ani Alitalo 2ª edizione (2009): Nanna Grundfeldt 3ª edizione (2010): Jenna Kuokkanen 4ª edizione (2011): Anna-Sofia Ali-Sisto 5ª edizione (2012): Meri Ikonen 6ª edizione (2017): ♂ Jerry Koivisto | Anne Kukkohovi (ed. 1-5) Maryam Razavi (ed.6) |
|                                                   | Francia               | France's Next Top Model                                               | M6 | 1ª edizione (2005): Alizée Gaillard 2ª edizione (2007): Karen Pillet | Odile Sarron (ed. 1) Adriana Sklenaříková (ed. 2) |
|                                                   | Georgia               | TOP Girl                                                              | KikalastudioTv | 1ª edizione (2012): Tako Mandaria 2ª edizione (2013): Alisa Kuzmina | Salome Gviniashvili (ed. 1) Nino Tskitishvili (ed. 2) |
|                                                   | Germania              | Germany's Next Topmodel                                               | ProSieben | 1ª edizione (2006): Lena Gercke 2ª edizione (2007): Barbara Meier 3ª edizione (2008): Jennifer Hof 4ª edizione (2009): Sara Nuru 5ª edizione (2010): Alisar Ailabouni 6ª edizione (2011): Jana Beller 7ª edizione (2012): Luisa Hartema 8ª edizione (2013): Lovelyn Enebechi 9ª edizione (2014): Stefanie Giesinger 10ª edizione (2015): Vanessa Fuchs 11ª edizione (2016): Kim Hnizdo 12ª edizione (2017): Céline Bethmann 13ª edizione (2018): Toni Dreher-Adenuga | Heidi Klum |
| Das perfekte Model                                | Germania              | VOX                                                                   | 1 edizione (2012): Anika Scheibe | Eva Padberg & Karolína Kurková | |
|                                                   | Ghana                 | Ghana's Next Top Model                                                | GTV | 1ª edizione (2006): Mabel Tettey | Abena Koomson |
|                                                   | Grecia                | Next Top Model                                                        | ANT1 | 1ª edizione (2009-10): Seraina Kazamia 2ª edizione (2010-11): Cindy Toli 3ª edizione (2018): Eirini-Nouné Kazarian | Vicky Kaya |
|                                                   | India                 | India's Next Top Model                                                | MTV India | 1ª edizione (2015): Danielle Canute 2ª edizione (2016): Pranati Prakash 3ª edizione (2017): Riya Subodh 4ª edizione (2018): Urvi Shetty | Lisa Haydon (ed. 1-2; 4) Malaika Arora (ed. 3) |
| Top Model India                                   | India                 | Colors Infinity                                                       | 1ª edizione (2018): ♂Mahir Pandhi | Lisa Haydon (ed. 1) | |
|                                                   | Israele               | HaDugmaniyot (הדוגמניות)                                              | Channel 10 | 1ª edizione (2005): Victoria Katzman 2ª edizione (2006): Niral Karantinaji 3ª edizione (2008): Ella Mashkautzen | Galit Gutman |
|                                                   | Italia                | Italia's Next Top Model                                               | SKY Uno | 1ª edizione (2007-08): Gilda Sansone 2ª edizione (2008): Michela Maggioni 3ª edizione (2009): Anastasia Silveri 4ª edizione (2011): Alice Taticchi | Natasha Stefanenko |
|                                                   | Kazakistan            | Kazakistan's Next Top Model (Я красивая)                              | HiT TV | 1ª edizione (2005): Altyn Baekenova | Saule Zhunussova |
|                                                   | Malta                 | Malta's Next Top Model                                                | Favourite Channel | 1ª edizione (2009): Audrienne Debono | Claire Amato |
|                                                   | Messico               | Mexico's Next Top Model                                               | SET | 1ª edizione (2009): Mariana Bayón 2ª edizione (2011): Tracy Reuss 3ª edizione (2012): Sahily Córdova 4ª edizione (2013): Paloma Aguilar 5ª edizione (2014): Vanessa Ponce | Elsa Benítez (ed. 1-3) Jaydy Michel (ed. 4-5) |
|                                                   | Nepal                 | Mega Model                                                            | Image Channel | 1ª edizione (2008): Swastika Rajbhandari 2ª edizione (2010): Rashmita Maharjan 3ª edizione (2015-16): Anugya Chand 4ª edizione (2020-21): Puja Baral | Pallavi Dhakal (ed. 1) Sahana Bajracharya (ed. 2) Malvika Subba (ed. 3) |
|                                                   | Nigeria               | Nigeria's Next Top Model                                              | Hi TV | 1ª edizione (2007): Olabimitan Adegoke | Adaora Oleh & Oreke Temi / Agbani Darego |
|                                                   | Norvegia              | 1ª-3ª edizione (2005-06): vd. Scandinavia's Next Top Model            | 1ª-3ª edizione (2005-06): vd. Scandinavia's Next Top Model | 1ª-3ª edizione (2005-06): vd. Scandinavia's Next Top Model | 1ª-3ª edizione (2005-06): vd. Scandinavia's Next Top Model |
| Top Model Norge                                   | Norvegia              | TV3                                                                   | 4ª edizione (2006): Maria Eilertsen 5ª edizione (2007): Kamilla Alnes 6ª edizione (2008): Martine Lervik 7ª edizione (2011): Claudia Bull 8ª edizione (2013): Frida Solaker                                                                             | Vendela Kirsebom (ed. 4-6) Mona Grudt (ed. 7) Siri Tollerød (ed. 8) | |
|                                                   | Nuova Zelanda         | New Zealand's Next Top Model                                          | TV3 | 1ª edizione (2009): Christobelle Grierson-Ryrie 2ª edizione (2010): Danielle Hayes 3ª edizione (2011): Brigette Thomas | Sara Tetro |
|                                                   | Paesi Bassi           | Holland's Next Top Model                                              | RTL 5 | 1ª edizione (2006): Sanne Nijhof 2ª edizione (2007): Kim Feenstra 3ª edizione (2007): Cecile Sinclair 4ª edizione (2008): Ananda Marchildon 5ª edizione (2011): Tamara Slijkhuis 6ª edizione (2013): Nikki Steigenga 7ª edizione (2014): Nicky Opheij 8ª edizione (2015): Loiza Lamers 9ª edizione (2016): Akke Marije Marinus 10ª edizione (2017): Montell van Leijen 11ª edizione (2018): Soufyan Gnini | Yfke Sturm (ed. 1-2) Daphne Deckers (ed. 3-5) Anouk Smulders (ed. 6-9) Anna Nooshin (ed. 10-11) |
|                                                   | Perù                  | Peru's Next Top Model                                                 | ATV | 1ª edizione (2013): Danea Panta | Valeria De Santis |
|                                                   | Polonia               | Top Model. Zostań modelką                                             | TVN | 1ª edizione (2010): Paulina Papierska 2ª edizione (2011): Olga Kaczyńska 3ª edizione (2013): Zuza Kołodziejczyk 4ª edizione (2014): Osi Ugonoh 5ª edizione (2015): ♂ Radosław "Radek" Pestka 6ª edizione (2016): ♂ Patryk Grudowicz 7ª edizione (2018): Kasia Szklarczyk 8ª edizione (2019): ♂ Dawid Woskanian 9ª edizione (2020): ♂ Mikołaj Śmieszek 10ª edizione (2021): Dominika Wysocka 11ª edizione (2022): Klaudia Nieścior | Joanna Krupa |
|                                                   | Regno Unito e Irlanda | Britain's Next Top Model (ed. 7-9:Britain & Ireland's Next Top Model) | Sky Living (ed. 1-9) Lifetime (ed. 10-) | 1ª edizione (2005): Lucy Ratcliffe 2ª edizione (2006): Lianna Fowler 3ª edizione (2007): Lauren McAvoy 4ª edizione (2008): Alex Evans 5ª edizione (2009): Mecia Simson 6ª edizione (2010): Tiffany Pisani 7ª edizione (2011): Jade Thompson 8ª edizione (2012): Letitia Herod 9ª edizione (2013): Lauren Lambert 10ª edizione (2016): Chloe Keenan 11ª edizione (2017): Olivia Wardell 12ª edizione (2017): Ivy Watson | Lisa Butcher (ed. 1) Lisa Snowdon (ed. 2-5) Elle Macpherson (ed. 6-9) Abbey Clancy (ed. 10-in corso) |
|                                                   | Romania               | Next Top Model                                                        | ANT1 | 1ª edizione (2011): Emma Dumitrescu 2ª edizione (2011): Laura Giurcanu 3ª edizione (2012): Ramona Popescu | Cătălin Botezatu |
| Supermodels by Cătălin Botezatu                   | Romania               | Kanal D                                                               | 1ª edizione (2015): ♂ Cătălin Bucur & ♀ Gabriela Prisacariu | | Cătălin Botezatu |
|                                                   | Ruanda                | Rwanda's Next Top Model                                               | Rwanda TV | 1ª edizione (2015): Amanda Kaneza | John Bunyeshuli |
|                                                   | Russia                | You Are a Supermodel (Ты - супермодель)                               | STS | 1ª edizione (2004): Ksenia Kakhnovich 2ª edizione (2005): Svetlana Sergienko 3ª edizione (2006): Tatiana Pekurovskaya 4ª edizione (2007): Tatiana Krokhina | Fëdor Bondarčuk (ed. 1-2) Alexander Tsekalo (ed. 3) Svetlana Bondarčuk (ed. 4) |
| Top Model po-russki (Топ-модель по-русски)        | Russia                | Muz-TV (ed. 1-3) You TV (ed. 4-5)                                     | 1ª edizione (2011): Mariya Lesovaya 2ª edizione (2011): Katya Bagrova 3ª edizione (2012): Tanya Kozuto 4ª edizione (2012): Yulya Farkhutdinova 5ª edizione (2014): Zhenya Nekrasova                                                                     | Kseniya Sobtschak (ed. 1-3) Irina Shayk (ed. 4) Natasha Stefanenko (ed. 5) | |
|                                                   | Scandinavia           | Scandinavia's Next Top Model                                          | TV3 | 1ª edizione (2005): Kine Lauvås Bakke 2ª edizione (2005): Frøydis Elvenes 3ª edizione (2006): Freja Kjellberg Borchies 4ª edizione (2016): Ronja Manfredsson | Georgianna Robertson (ed. 1) Cynthia Garrett (ed. 2-3) per la : Anne P. Flynn, Lina Rafn (ed. 4) per la : Kathrine Sørland, Janka Polliano (ed. 4) per la : Mini Andén (ed. 1-2), Malin Persson (ed. 3), Jonas Hallberg (ed. 4) |
|                                                   | Serbia                | Srpski Top Model                                                      | Prva | 1ª edizione (2011): Neda Stojanović | Ivana Stanković |
|                                                   | Slovacchia            | Hľadá sa Supermodelka                                                 | TV JOJ | 1ª edizione (2007): Ivana Honzová | Simona Krainova |
|                                                   | Slovenia              | Slovenski Top Model                                                   | TV3 | 1ª edizione (2010): Maja Fučak | Nuša Šenk |
| Supermodel Slovenije                              | Slovenia              | POP TV                                                                | 1ª edizione (2010): Anela Šabanagić | Danaja Vegelj | |
|                                                   | Spagna                | Supermodelo                                                           | Cuatro | 1ª edizione (2006): María José Gallego 2ª edizione (2007): Noelia López 3ª edizione (2008): ♀ Eva Prieto & ♂ Oliver Baggerman | Judit Mascó (ed. 1-3) Eloísa González & Emmanuel Rouzic (ed. 3) |
|                                                   | Stati Uniti d'America | America's Next Top Model                                              | UPN (ed. 1-6) The CW (ed. 7-) | 1ª edizione (2003): Adrianne Curry 2ª edizione (2004): Yoanna House 3ª edizione (2004): Eva Marcille Pigford 4ª edizione (2005): Naima Mora 5ª edizione (2005): Nicole Linkletter 6ª edizione (2006): Danielle Evans 7ª edizione (2006): CariDee English 8ª edizione (2007): Jaslene González 9ª edizione (2007): Saleisha Stowers 10ª edizione (2008): Whitney Thompson 11ª edizione (2008): McKey Sullivan 12ª edizione (2009): Teyona Anderson 13ª edizione (2009): Nicole Fox 14ª edizione (2010): Krista White 15ª edizione (2010): Ann Ward 16ª edizione (2011):Brittani Kline 17ª edizione (2011): Lisa D'Amato 18ª edizione (2012): Sophie Sumner 19ª edizione (2012): Laura James 20ª edizione (2013): Jourdan Miller 21ª edizione (2014): ♂ Keith Carlos 22ª edizione (2015): ♂ Nyle DiMarco 23ª edizione (2016): India Gants 24ª edizione (2018): Kyla Coleman | Tyra Banks (ed. 1-22, ed. 24) Rita Ora (ed. 23) |
|                                                   | Svezia                | 1ª-3ª edizione (2005-06): vd. Scandinavia's Next Top Model            | 1ª-3ª edizione (2005-06): vd. Scandinavia's Next Top Model | 1ª-3ª edizione (2005-06): vd. Scandinavia's Next Top Model | 1ª-3ª edizione (2005-06): vd. Scandinavia's Next Top Model |
| Top Model Sverige                                 | Svezia                | TV3                                                                   | 4ª edizione (2007): Hawa Ahmed 5ª edizione (2012): Alice Herbst 6ª edizione (2013): Josefin Gustafsson 7ª edizione (2014): Feben Negash | Vendela Kirsebom (ed. 4) Izabella Scorupco (ed. 5) Caroline Winberg (ed. 6-7) | |
|                                                   | Svizzera              | Switzerland's Next Supermodel                                         | 3+ TV (ed. 1-2) ProSieben Schweiz (ed. 3-5) | 1ª edizione (2007): Nathalie Güdel 2ª edizione (2008): Bianca Bauer 3ª edizione (2018): ♂ Saviour Chibueze 4ª edizione (2019): Gaby Gisler 5ª edizione (2021): ♂ Dennis de Vree | Nadja Schildknecht (ed. 1) Franziska Knuppe (ed. 2) Manuela Frey (ed. 3-5) |
|                                                   | Thailandia            | Thailand's Next Top Model                                             | Channel 3 | 1ª edizione (2005): Chananun "You" Kheawchaum | Sonia Couling |
|                                                   | Turchia               | Turkey's Next Top Model                                               | Star TV | 1ª edizione (2006): Selda Car | Deniz Akkaya |
|                                                   | Ucraina               | Supermodel Po-ukraïnski (Cупермодель по-yкраїнськи)                   | Novyi Kanal | 1ª edizione (2014): Alyona Ruban 2ª edizione (2015): Alina Panyuta 3ª edizione (2016): Masha Grebenyuk | Alla Kostromichova (ed. 1-3) |
| Top Model Po-ukraïnski (Топ модель по-українськи) | Ucraina               | Noviy Kanal                                                           | 1ª edizione (2017): Samvel Tumanyan 2ª edizione (2018): Yana Kutishevskaya 3ª edizione (2019): Malvina Chuklya 4ª edizione (2020): Tanya Brik | Alla Kostromichova (ed. 1-2) | |
|                                                   | Ungheria              | Magyarország Következő Topmodellje                                    | Viasat 3 | 1ª edizione (2006): Réka Nagy | Viktória Vámosi & Panni Epres (finale) |
|                                                   | Vietnam               | Vietnam's Next Top Model                                              | VTV3 | 1ª edizione (2010-11): Khiếu Thị Huyền Trang 2ª edizione (2011-12): Hoàng Thị Thùy 3ª edizione (2012): Mai Thị Giang 4ª edizione (2013): Mâu Thị Thanh Thủy 5ª edizione (2014-15): ♂ Tạ Quang Hùng & ♀ Nguyễn Thị Oanh 6ª edizione (2015): Nguyễn Thị Hương Ly 7ª edizione (2016): Nguyễn Thị Ngọc Châu 8ª edizione (2017): Lê Thị Kim Dung | Vũ Nguyễn Hà Anh (ed. 1) Nguyễn Xuân Lan (ed. 2-3, 5) Phạm Thị Thanh Hằng (ed 4, 6, in corso) |